# 至治 (元朝)
至治（1321年—1323年）是元朝时元英宗的年号，共计使用3年。至治三年九月四日元泰定帝即位沿用。

## 意涵
出自《尚書‧君陳》：“至治馨香，感於神明。黍稷非馨，明德惟馨爾。”寓意安定昌盛、教化大行的政治局面或時世。

## 改元
- 延祐七年——正月，元仁宗去世。三月十一日，元英宗碩德八刺即位。十二月一日，有詔明年改元至治。[2][3]
- 至治三年——八月，元英宗被弒。九月四日，泰定帝也孫鐵木兒即位。十二月三十日，有詔明年改元泰定。[4][5]

## 西曆紀年對照表
| 至治 | 元年   | 二年   | 三年   |
| ---- | ------ | ------ | ------ |
| 公元 | 1321年 | 1322年 | 1323年 |
| 干支 | 辛酉   | 壬戌   | 癸亥   |

## 至理
高麗為回避成宗王治的名諱，將至治的治改為理。

## 逝世
- 至治三年--宋恭帝

## 深入閱讀
- 李崇智. . 北京: 中華書局. 2004年12月. ISBN 7101025129.
- 鄧洪波. . 臺北: 國立臺灣大學東亞經典與文化研究計劃. 2005年3月  [2021-11-06]. ISBN 9789860005189. （原始内容 (pdf)存档于2007-08-25）.

## 參看
- 中国年号列表
- 其他政权使用的至治年号
- 同期存在的其他政权年号
  - 元應（1319年－1321年）：日本—后醍醐天皇之年号
  - 元亨（1321年－1324年）：日本—后醍醐天皇之年号
  - 大慶（1314年—1324年）：越南陳朝—陳明宗陳奣年号

| 前一年號： 延祐 | 中国年号 | 下一年號： 泰定 |